# Paul Andral
Pour les articles homonymes, voir Andral.
Charles-Guillaume-Paul Andral, né le 13 juin 1828 à Paris  et mort le 19 décembre 1889 dans le 8e arrondissement de Paris, est un avocat et haut fonctionnaire français.

## Biographie

### Origine
Fils de Gabriel Andral et petit-fils de Pierre-Paul Royer-Collard, il effectue de brillantes études au Lycée Henri IV.

### Cabinet ministériel
Il est attaché en 1849 au cabinet ministériel d'Alfred de Falloux, alors Ministre de l’instruction publique et des cultes. Il se fait inscrire au barreau de Paris et plaide pendant toute la durée du Second empire. Il est sous le Second Empire l'un des principaux promoteurs de l'Union libérale.

### Avocat
En 1854, il prononce, au nom de l'ordre des avocats, l’éloge de Guillaume du Vair, et est remarqué par Pierre-Antoine Berryer, qui l'attache à son cabinet en qualité de secrétaire. Il prépare la plupart des causes importantes plaidés par Berryer sous le Second Empire. Il effectue aussi de nombreuses plaidoiries dont celle où il a pour adversaire Émile Ollivier où il s'agissait d’un conflit entre les homéopathes et les « allopathes ». Il plaide aussi pour autres affaires. Il est longtemps l'avocat du Courrier du Dimanche et plus tard du Journal de Paris. Il plaida pour Henri d'Orléans, duc d'Aumale lorsque, sous le Second Empire, on saisit l' Histoire des princes de la Maison de Condé, qui était sur le point de paraître. À la mort de Pierre-Antoine Berryer, en 1868, il est nommé avec MM. Moreau et Prestat, exécuteur testamentaire de l'orateur.

### Homme politique
En mai 1869, il se présenta comme candidat indépendant aux Élections législatives de 1869 dans la Mayenne; mais il échoue contre le candidat bonapartiste, Stéphane de Pierres. Il échoue aussi aux Élections législatives de 1871 dans le Loir-et-Cher.
En 1871, il est nommé Préfet de la Gironde par Adolphe Thiers, poste qu'il refuse. En 1872, il est élu par l'Assemblée nationale le dixième sur vingt-deux conseillers d’Etat.
Rentré au Conseil d'État, il en est le Vice-président de 1874 à 1879, où il remplace Odilon Barrot à sa mort. Orléaniste, il est amené à démissionner par le gouvernement républicain.
À son décès, il présidait le conseil d'administration de la Compagnie du chemin de fer de Paris à Orléans.
Il est inhumé à Châteauvieux, dans le Loir-et-Cher.

## Décorations
Officier de la Légion d'honneur : 1875

## Publications
- Éloge de Guillaume du Vais (1854)
- D'un Projet de loi organique sur la propriété littéraire et artistique (1855)
- Affaire Leymarie. Histoire d'une demande en autorisation de journal (1860)
- Mémoire pour M. le duc de Broglie contre M. le préfet de police (1861)
- Mémoire pour M. Chassin, intimé, contre M. le procureur impérial de Mulhouse, appelant d'un jugement du tribunal de police correctionnelle de Mulhouse: du 3 août 1861 (1861)
- De la distribution des bulletins de vote par les agents salariés des communes: affaire du conseil municipal d'Alais. Consultation. Adhésions. Pièces justificatives (1869)
- Mémoire pour M. le comte de Narbonne-Lara, contre M. le marquis de Narbonne-Lara (1869)

## Sources
- Albert de Broglie, Paul Andral (1828-1889), 1892
- Maurice Sabatier, Paul Andral, notice lue à l'Association des secrétaires et anciens secrétaires de la conférence des avocats, le 14 décembre 1891, 1892
- Le Soleil, 12 août 1874
- L’Ordre de Paris, 24 décembre 1889
- La Gazette, 28 juin 1897